# Шид (Нијевр)
Шид (фр. Chiddes) насеље је и општина у источном делу централне Француске у региону Бургоња, у департману Нијевр која припада префектури Шато Шенон (град).
По подацима из 2011. године у општини је живело 328 становника, а густина насељености је износила 12,6 становника/km². Општина се простире на површини од 26,04 km². Налази се на средњој надморској висини од 315 метара (максималној 515 m, а минималној 244 m).

## Демографија
| 1962. | 1968. | 1975. | 1982. | 1990. | 1999. | 2011. |
| ----- | ----- | ----- | ----- | ----- | ----- | ----- |
| 615   | 627   | 515   | 459   | 404   | 373   | 328   |

График промене броја становника у току последњих година